# Perochirus ateles
Perochirus ateles är en ödleart som beskrevs av  Duméril 1856. Perochirus ateles ingår i släktet Perochirus och familjen geckoödlor. Inga underarter finns listade i Catalogue of Life.
Denna ödla förekommer på små öar i södra Japan samt i Mikronesien. Arten lever i låglandet och i kulliga regioner upp till 500 meter över havet. Habitatet utgörs av skogar, buskskogar och palmodlingar. Exemplaren klättrar i träd. Honor lägger ägg.
Den introducerade geckoödlan Hemidactylus frenatus utgör på flera öar en stark konkurrent. Flera exemplar dödas av den införda ormen Boiga irregularis, av katter eller av andra rovlevande djur. Låga atoller där arten lever kan försvinna när havsnivån stiger. IUCN listar arten som sårbar (VU).